# NGC 6240
NGC 6240は、良く研究された近隣の超高光度赤外線銀河である。へびつかい座の方角にある。この銀河は、2つの小さな銀河が融合してできた銀河である。2つの銀河の衝突により、2つの核と非常に分散した構造、希薄な拡張ループ部分を持つ1つの大きな銀河が形成された。

## 2つの核

### 星形成と超大質量ブラックホール
一般的な超高光度赤外線銀河のエネルギー源は、議論の渦中にある。銀河からの赤外線は、一般に星間物質の塵に由来する。超高光度赤外線銀河は、赤外線領域の異常な明るさが顕著である。超高光度赤外線銀河の赤外線の放出は、太陽の1兆倍以上も大きい。天文学者は、星形成かまたは活動銀河核（超大質量ブラックホールを含む）の存在が塵を加熱し、このような放射を生み出していると考えているが、ほとんどの超高光度赤外線銀河には上記の2つとも存在すると考えられている。しかし、中央部の塵が可視光域や近赤外線の光を隠し、またスターバースト銀河と活動銀河核の理論モデルは、どちらも似たように見えるものになるため、超高光度赤外線銀河の正確な性質を調べることは難しい。NGC 6240は、そのような超高光度赤外線銀河の近隣の例であるため、天文学者はそのエネルギー源を理解しようと活発に研究がなされている。

### X線観測

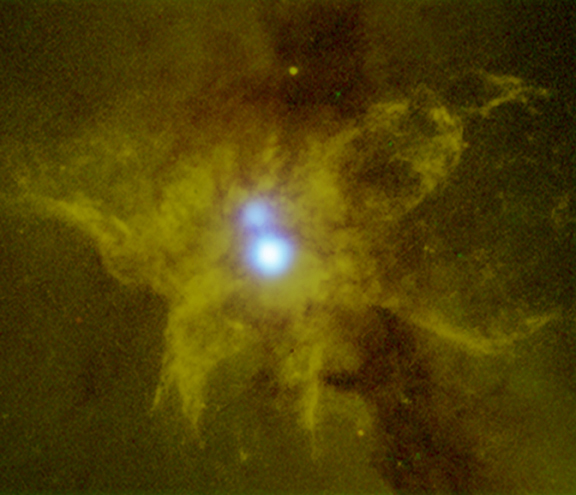
チャンドラによるNGC 6240のX線画像。2つの活動銀河核からのX線の放出が明るい青い点として見える。 Credit: NASA

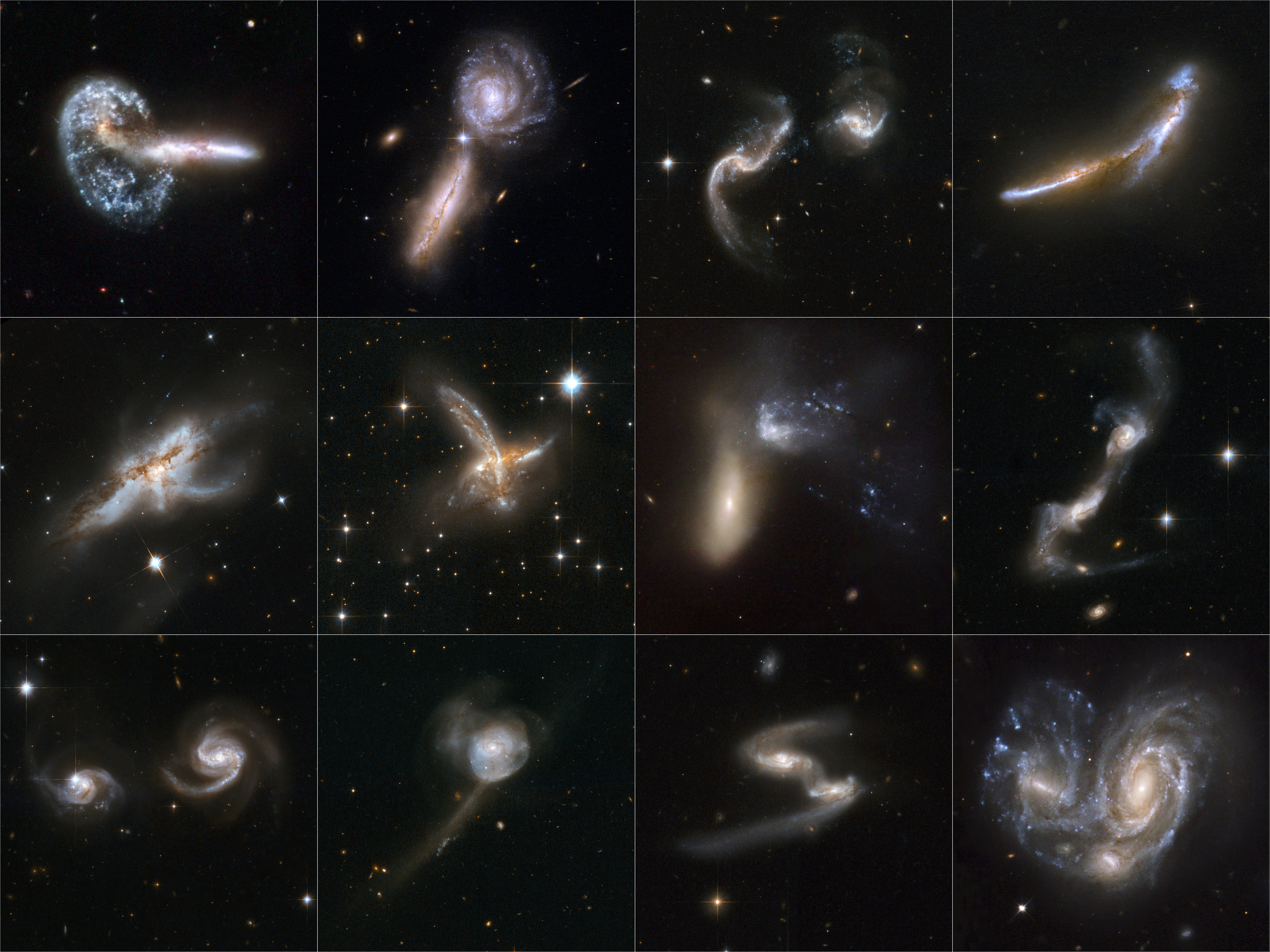
Arp 148, VV 340, Arp 256, NGC 6670, NGC 6240, ESO 593-8, NGC 454, UGC 8335, NGC 6786, NGC 17, ESO 77-14, NGC 6050

チャンドラを用いたStefanie Komossaらによる観測は、2つの核からの強い硬X線の放出を検出した。この放射の強さと低イオン化または中性のイオンからの放出線の存在は、どちらの核も活動銀河核であることを示していた。この発見から、2つの融合する銀河のそれぞれの中心にはもともとブラックホールが存在したと推測され、数百万年経つうちに2つのブラックホールは互いに近づき、超大質量の連星ブラックホールとなったと推測されている。

## 最終段階
銀河の合体は時間のかかる自然作用であり、重力の影響を受けて十億年以上もかけて合体する。科学者はNGC 6240が銀河衝突前の最終段階であると結論づけている。写真の証拠により銀河の中心がしだいに接近していることが分かっており、その際にガスや恒星風を放出している。この恒星風やブラックホールの成長は合体の終末1000~2000万年に起こると知られている。